# La Perricholi
María Micaela Villegas y Hurtado de Mendoza (Lima, 28 de septiembre de 1748-17 de mayo de 1819), más conocida como La Perricholi, fue una cantante, empresaria y actriz de teatro peruana.

## Controversia sobre su lugar de origen
Existe la historia fuertemente arraigada, que nació en el pueblo de Tomayquichua (departamento de Huánuco) donde existe una casa que afirman fue su residencia. Aunque no hay pruebas que apoyen esta tradición y se ignora cual fue el origen de la misma, muchos autores la dan por cierta, entre ellos Enrique López Albújar y Ricardo Palma.
Sin embargo, en todos los documentos legales que existen sobre Micaela Villegas se señala que era natural de la ciudad de Lima y así lo declara ella misma en su testamento.

## Biografía

### Infancia y juventud
Según consta en su partida de bautismo, hallada en la parroquia del Sagrario –ubicada al lado de la catedral de Lima–, nació el 28 de septiembre de 1748 (aunque no especifica dónde). Su bautismo acaeció el domingo 1 de diciembre del mismo año.
Fue la primera de los siete hijos —quienes nacieron casi de manera consecutiva— que tuvieron Joseph Villegas y Arancibia (arequipeño) y María Teresa Hurtado de Mendoza y de la Cueva (limeña). Su nombre fue colocado en honor a la primera y difunta esposa de su padre, María Micaela de Godard, con quien tuvo cinco hijos varones.
Poco se sabe de su niñez: su familia era de condición modesta y vivieron en un solar ubicado en la antigua calle Puno (hoy jirón Ayacucho) en el Centro de Lima. Aprendió a leer y escribir, cosa poco común para las mujeres de la época, haciéndose aficionada a las obras de Lope de Vega y Calderón de la Barca. Gustaba también del canto y danza, y de temprana edad mostró vocación por el teatro, aun cuando ese oficio era considerado como indigno e impropio para una mujer.

### Inicios en el teatro
A los 15 años debutó en el Corral de Comedias de Lima, propiedad de Bartolomé Maza, conocido actor y empresario teatral, quien la protegió y enseñó el oficio teatral.
Antes de cumplir 20 años se convirtió en la actriz de moda. Dotada de imaginación ardiente y fácil memoria recitaba con suma gracia romances caballerescos y escenas cómicas. Todos los días el teatro se abarrotaba de público, haciendo que su fama trascendiera los límites del virreinato.
En esa época, inició un romance que duró nueve años con el sexagenario Virrey del Perú Manuel de Amat y Juniet, que se convirtió en la relación más escandalosa del siglo XVIII. Amat la hizo su amante y el centro de la vida social limeña. En 1769 tuvieron un hijo al que llamaron Manuel.

### La Perricholiy su relación con Manuel de Amat y Juniet

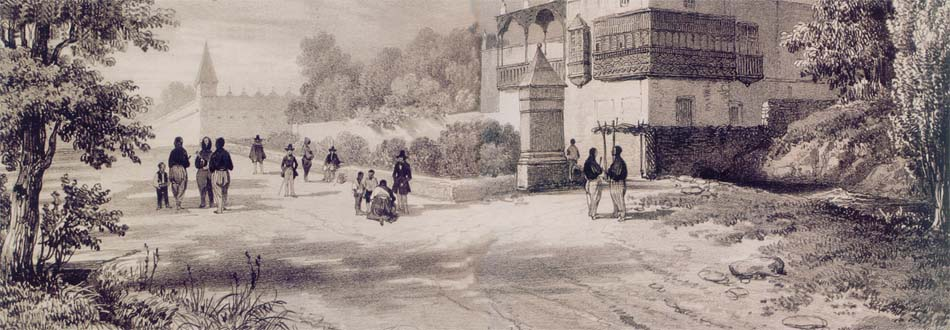
Vista de la entrada al Paseo de Aguas donde destaca la casa-molino de Micaela Villegas (La Perricholi), adquirida en 1781. Posteriormente pasó a ser propiedad de la Cervecería Backus y Johnston (Cerveza Cristal). Dibujo de Max Radiguet

El apelativo "Perricholi" es atribuido al virrey Amat, pero existen varias historias respecto al significado del mismo. Dicen que Amat la llamaba en la intimidad «peti-xol» que en catalán significa ‘pequeña joya’; se dice también que el término «pirri» era usado en aquella época como diminutivo, por lo que «pirri-choli» o «petit-choli» significaría cariñosamente ‘cholita’. Sin embargo la historia más conocida es probable que haya sido difundida por los numerosos enemigos que tenía el virrey: se cuenta que en una acalorada pelea entre los amantes, Amat la llamó enfurecido «perra chola», que en su acento catalán sonaba a «perri choli». El incidente trascendió fuera del palacio y la alta sociedad limeña –que no le tenía mucho aprecio– comenzó a llamarla «La Perricholi» para humillarla.
Aunque fue muy celebrada por su belleza, no existe ningún retrato de ella, solamente descripciones muy entusiastas, como la de José Antonio de Lavalle y otras menos halagadoras como la de Ricardo Palma, pero todas coinciden en hacerla dueña de una gracia y encanto sin igual.
"Miquita", como la llamaba cariñosamente Amat, gustaba de exhibirse públicamente junto al virrey y provocar la envidia en la nobleza colonial limeña. Su carácter impulsivo protagonizó no pocos escándalos: en una ocasión, ante las pifias del público y en medio de una representación teatral, Bartolomé Maza se subió al escenario y comenzó a recriminarle su "falta de pasión", causando que Villegas (envuelta en cólera) le abofeteara. Este hecho hizo que Amat se separara de ella por un espacio de dos años, durante los cuales también se alejó del teatro. Finalmente se reconciliaron y un mes después volvería a las tablas en la representación más aplaudida de toda su carrera.
Sus caprichos eran tan impredecibles como sus arranques de generosidad. Uno de los episodios más conocidos de su vida fue el celebrado paseo que dio en una fastuosa carroza con enchapes en plata durante la fiesta de la Porciúncula, situación que tomó ribetes de escándalo, pues este privilegio solo pertenecía a miembros de la aristocracia. De regreso a su palacete se topó con el humilde párroco de la Iglesia de San Lázaro quien portaba el Santo Sacramento y se dirigía a pie a casa de un moribundo. Avergonzada de su frivolidad, bajó del carruaje y se arrodilló frente al sacerdote rogándole que lo usara para llegar a su destino; luego, regaló la valiosa carroza a la Parroquia.

### Etapa como empresaria y directora teatral

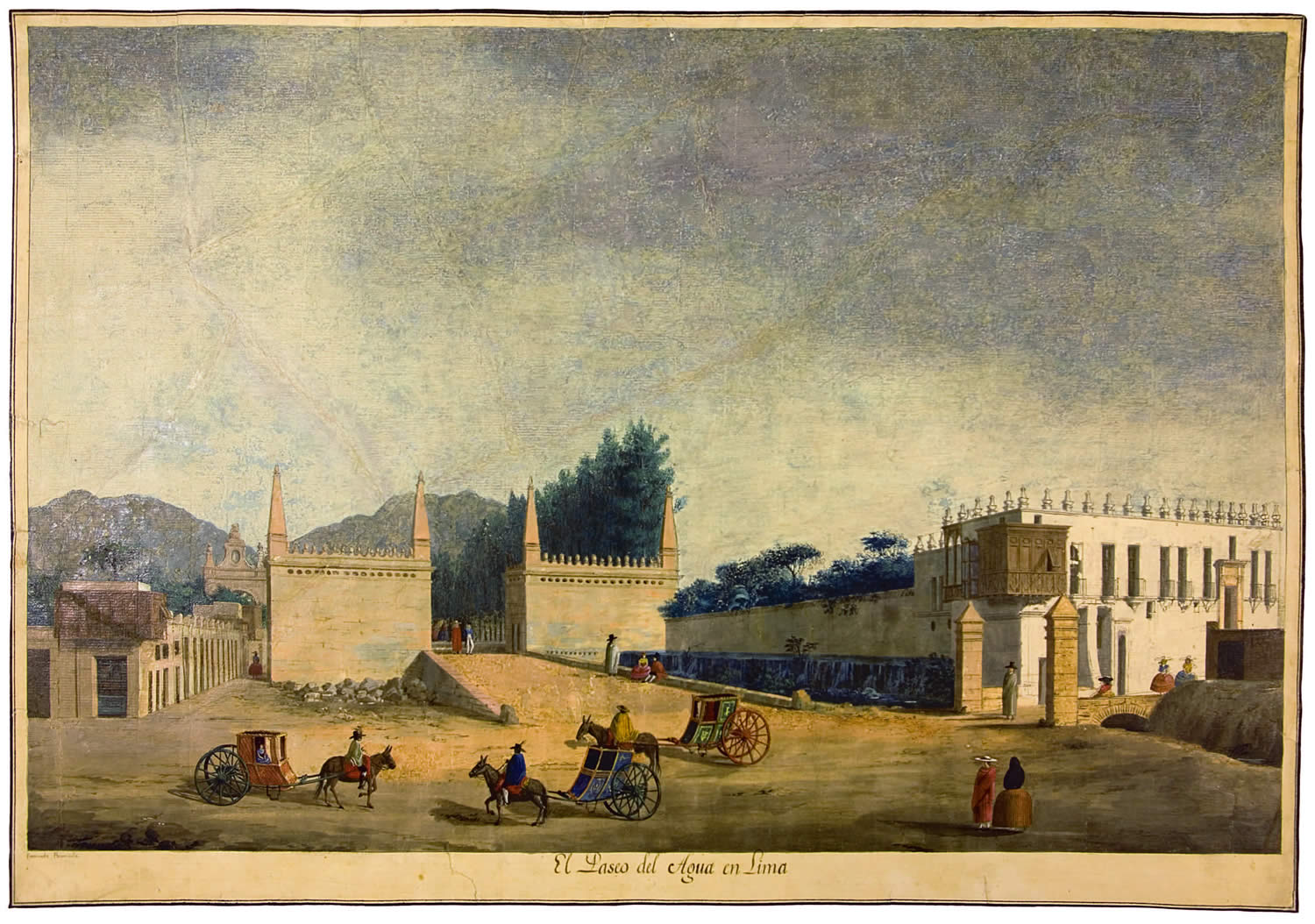
Grabado en el que se muestra la entrada al Paseo de Aguas y, al lado derecho, la casa-molino de Micaela Villegas. Obra de Fernando Brambila, 1790

En 1770, a la edad de 22 años, adquirió la que sería su primera propiedad de las tantas que compraría posteriormente, producto de sus intensos años de trabajo hasta ese momento. Aquella estuvo localizada en la calle del Huevo (actualmente, la cuadra 5 de la Av. Tacna), calle conocida por ser el lugar donde vivían la mayoría de los actores de la época. La propiedad formaría parte de la herencia que dejaría catalogada en su testamento.
En 1776, Amat fue cesado como virrey del Perú y regresó a España, dejándole una generosa pensión. Micaela se quedó en Lima con su hijo y con su recién nacida hija, Manuela (a quien tuvo producto de una fugaz relación con el español Martín de Armendáriz) teniendo que enfrentar los ataques de los enemigos del exvirrey, que se manifestaron mediante canciones y folletines, siendo el más injurioso el "Drama de los palanganas: veterano y bisoño".
En 1781 adquiriría su casa-molino en la Alameda Vieja, propiedad que había encontrado en ruinas. Luego de restaurarla, la nueva adquisición le atraería un considerable ingreso y marcaría el inicio de su nueva faceta como empresaria.
En 1788 se despidió de los escenarios y adquirió el Real Coliseo de la Comedia, asociándose con su entonces pareja Vicente Fermín de Echarri, con quien se casaría en 1795 luego de 18 años de convivencia, en la Iglesia de San Lázaro. Desde entonces llevó una vida tranquila, dedicada a la administración del teatro y de sus propiedades. Trece años más tarde, queda viuda.
A la muerte del exvirrey Amat en España, su hijo Manuel viajó a la Península para reclamar parte de la herencia, pero debido a su condición de ilegitimidad regresa sin éxito a Lima, donde se casó en 1810.

## Fallecimiento y funeral
En sus últimos años se dedicó a la oración, vistiendo el hábito de las Carmelitas y realizando muchas obras de caridad que hicieron olvidar a los limeños los escandalosos años de su juventud y les motivara un auténtico afecto hacia su persona.
Micaela Villegas murió en su casa de la Alameda Vieja el 16 de mayo de 1819 a la edad de 70 años. Antes de morir, había amasado una considerable fortuna que incluía casas y terrenos repartidos en toda la ciudad y sus alrededores, de la cual dejó como herederos a su hijo Manuel y a su nieta mayor Tomasa. A pesar de haber pedido en su testamento el ser enterrada "sin pompa", su sepelio fue multitudinario y la noticia de su deceso fue registrada por los principales diarios de la época.
Fue enterrada en el Convento de los Descalzos, ubicado en el distrito del Rímac.

## En la cultura popular
La imagen de Villegas ha sido definida y construida en el imaginario de la población debido principalmente a las Tradiciones Peruanas, del afamado escritor Ricardo Palma, quien recogió anécdotas de la cultura popular las cuales combinó con su propio ingenio, como en ¡Pues bonita soy yo, la Castellanos! (1870) . Entre los mitos popularizados por ese libro de ficción, está que ella era impulsiva y caprichosa, o que Amat construyó obras como la Alameda de los Descalzos o el Paseo de Aguas, para impresionarla. Palma en la citada leyenda la califica de "hembra de escasísima belleza".
De la misma forma, su nombre se le ha ligado a la imagen del Señor de los Milagros, de la cual era muy devota, puesto que se considera que fue por su influencia sobre el virrey Amat que este donó y colaboró para con la construcción del Templo de las Nazarenas.
Por otro lado, la Quinta de Presa ha sido relacionada de la misma forma con la Perricholi, por haber sido el supuesto escenario en el cual se desarrollaban sus amoríos con Amat y Juniet. Sin embargo, esta creencia ha sido totalmente desmentida por los historiadores y biógrafos de la artista, ya que los lugares en los cuales se reunían (y se tienen constancia de ello) eran el antiguo balneario de Miraflores o la Quinta del Prado. Este último sitio, construido en 1762 por órdenes del entonces virrey como lugar de descanso, se encuentra en los Barrios Altos en actual estado ruinoso. Fue declarado Patrimonio Cultural de la Nación en 1972.

## Descendencia
- Con Manuel de Amat y Junyent:
  - Manuel Amat y Villegas (casado con Margarita García-Mancebo y Larrea):
    - Tomasa Amat y García-Mancebo (casada con José de Jáuregui y Caballero y luego con Manuel Martínez de Aparicio).
    - José Benigno Amat y García-Mancebo (casado con María Mercedes Besares y Ramírez).
    - Manuela Amat y García-Mancebo.
    - Melchora Amat y García-Mancebo.
    - Andrea Amat y García-Mancebo (casada con Ignacio Francisco Grados Donayre).

## La Perricholi en la literatura, ópera, cine y televisión

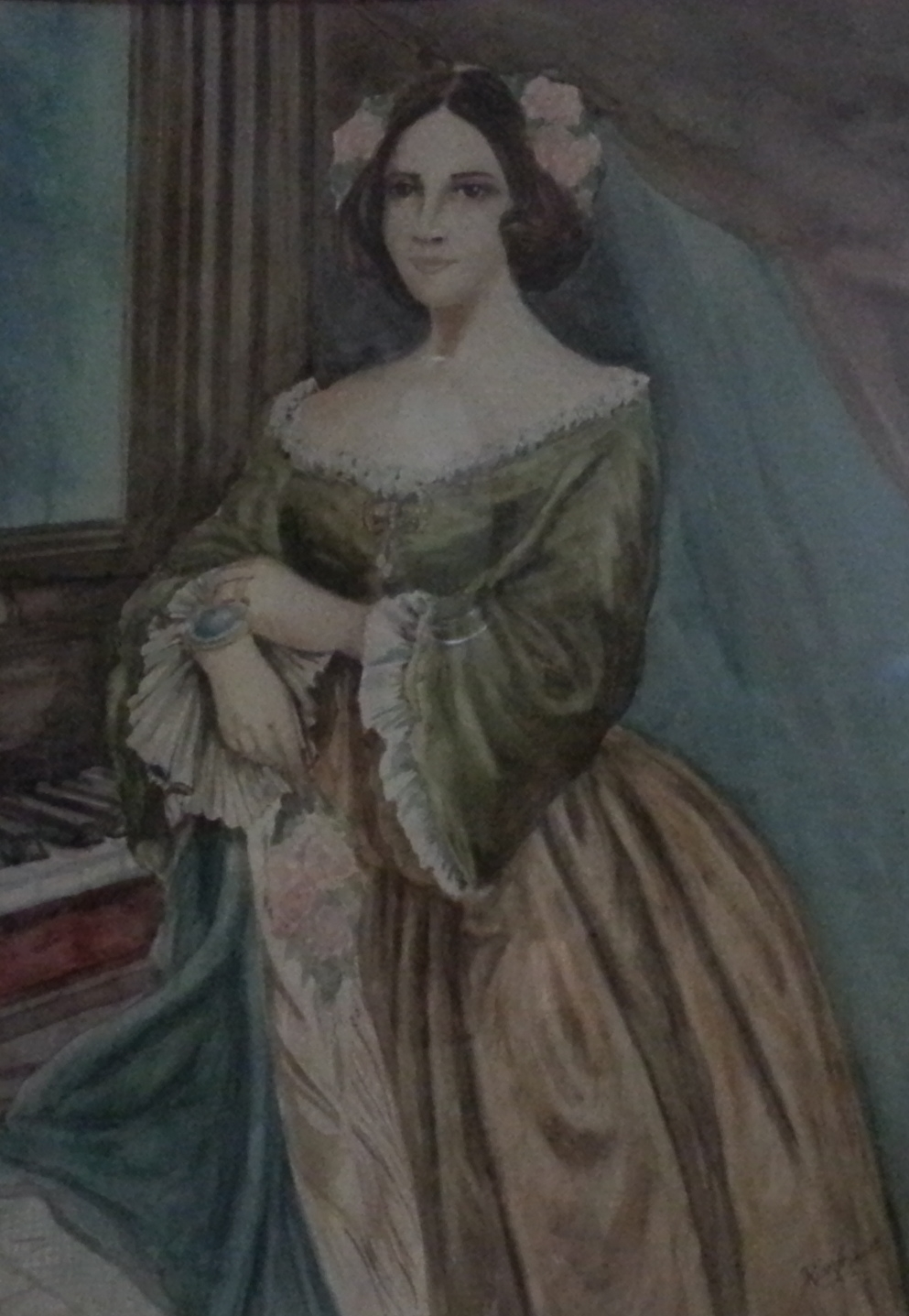
Retrato de Micaela Villegas enmarcado, en la habitación principal de La Casa de la Perricholi en Tomayquichua, Ambo, Huánuco.

Micaela Villegas, La Perricholi, se convirtió en fuente de inspiración para una vasta producción intelectual que abarca géneros diversos de obras poéticas, dramáticas, musicales y cinematográficas.
- 1830: La carroza del Santo Sacramento, de Prosper Merimée, comedia sobre el poder político y religioso en la Lima del siglo XVIII.
- 1868: La Périchole, opereta en tres actos de Jacques Offenbach.
- 1927: The bridge of San Luis Rey (El puente de San Luis Rey), novela de Thornton Wilder, ganadora del Premio Pulitzer de Narrativa en 1928 y llevada al cine en tres ocasiones.
- 1928: La Perricholi, película muda de Enzo Longhi.[12] (primera y única película peruana sobre la actriz), protagonizada por la actriz peruana Carmen Montoya.
- 1929: The bridge of San Luis Rey, película de Charles Brabin (primera versión basada en la novela homónima), protagonizada por la estrella francesa Lili Damita.
- 1929: Sombras de mujeres, libro de relatos de Alberto de Villegas, sobre célebres mujeres de la cultura occidental.
- 1936: La Perricholi, novela biográfica de Luis Alberto Sánchez.
- 1944: The bridge of San Luis Rey, película de Rowland V. Lee (segunda versión basada en la novela homónima), protagonizada por Lynn Bari.
- 1953: Le Carrosse d'Or, película de Jean Renoir, protagonizada por Anna Magnani.
- 1988: El virrey y la actriz, obra teatral de Víctor Huerta Flores, protagonizada por Luis Álvarez y Patricia de la Fuente.
- 1992: La Perricholi, ballet, de Jimmy Gamonet de los Heros.
- 1992: La Perricholi,[13] miniserie peruana de Eduardo Adrianzén y Michel Gómez, protagonizada por Mónica Sánchez.
- 2004: El puente de San Luis Rey, película de Mary McGuckian (tercera versión basada en la novela homónima), protagonizada por Gabriel Byrne, Robert De Niro, Kathy Bates, Pilar López de Ayala (actriz que da vida a Micaela Villegas) y Geraldine Chaplin.
- 2005: La Perricholi, comedia musical argentina con libreto de Lucrecia Castagnino y música de Carlos Castro (1943-2010); dirigida por Mario Zeppa, interpretada por Juanjo Cura (tenor), Sol Benasar (soprano), Rodolfo Giglione (barítono) y Raúl de Malmayne (tenor).[14]
- 2008: La rosa del virreinato, novela de Jeamel Flores (mención de Honor en el Premio Único de Novela del Banco Central de Reserva del Perú).
- 2009: La Miquita de Palma de Saulo Balvín, ensayo sobre la tradición de Ricardo Palma.
- 2011: La Perricholi, telenovela peruana de Michel Gómez, protagonizada por Melania Urbina.
- 2019: La Perricholi. Reina de Lima de Alonso Cueto, libro publicado por Penguin Random House.